# Discografia de SHINee
A boy band sul-coreana Shinee, produzida pela SM Entertainment, está no mercado da música desde que estreou em 2008. Sua música de estreia foi "Replay", em 2008. A estreia nas paradas musicais de Shinee aconteceu em maio de 2008 com o single "Noona Neomu Yeppeo (Replay)", que alcançou o número três. Eles logo lançaram seu primeiro álbum de estúdio, The Shinee World, que mais tarde foi re-lançado como Amigo. O álbum gerou mais dois singles: "Love Like Oxygen", que ficou em primeiro lugar e "A.Mi.Go" que ficou em quinto lugar no Gaon Single Chart. O segundo EP de Shinee, Romeo, continha o single número um, "Juliette". O lançamento foi logo seguido pelo seu terceiro EP, 2009, Year of Us. Seu segundo álbum de estúdio, Lucifer, que mais tarde foi re-lançado como Hello. Quase dois anos depois eles lançaram um quarto EP, Sherlock. Em 2013 Shinee lançou seu terceiro álbum de estúdio, Dream Girl (Part 1 & Part 2), que foi dividido em duas partes. No mesmo ano, lançaram seu quinto EP Everybody.
A versão japonesa de "Replay", lançado como "Replay (Kimi wa Boku no Everything)", foi o primeiro lançamento de Shinee no idioma japonês, que chegou ao número dois no Oricon Chart. Na primeira semana de vendas, vendeu mais de 91.419 cópias dando-lhes o segundo lugar na Oricon Weekly Chart. É também o maior número de vendas de um ídolo coreano em sua primeira semana de vendas. Eles, então, lançaram o seu primeiro álbum de estúdio japonês, The First. Sua primeira canção original em japonês, "Dazzling Girl", que foi lançada como um single double A-side com outra canção original em japonês, "Run With Me", classificado em segundo lugar no Oricon Charts e foi certificado com "Ouro". Eles lançaram seu segundo álbum japonês Boys Meet U em 2013.
Eles atualmente lançaram cinco álbuns de estúdio, um álbum ao vivo, quatro álbuns de vídeo, cinco mini-álbuns (EP), vinte e dois singles e vinte e quatro vídeos musicais. Eles também participaram cantando em várias trilhas sonoras para séries de televisão.

## Álbuns

### Álbuns de estúdio
| Título                                                                                   | Detalhes do álbum | Melhores posições nas paradas | Melhores posições nas paradas | Melhores posições nas paradas | Melhores posições nas paradas | Melhores posições nas paradas | Vendas                                       | Certificações  |
| Título                                                                                   | Detalhes do álbum | KOR                           | JPN                           | TW                            | US Heat                       | US World                      | Vendas                                       | Certificações  |
| Coreanos                                                                                 | Coreanos | Coreanos                      | Coreanos                      | Coreanos                      | Coreanos                      | Coreanos                      | Coreanos                                     | Coreanos       |
| ---------------------------------------------------------------------------------------- | --- | ----------------------------- | ----------------------------- | ----------------------------- | ----------------------------- | ----------------------------- | -------------------------------------------- | -------------- |
| The Shinee World                                                                         | - Lançamento: 29 de agosto de 2008 - Relançamento: 29 de outubro de 2008 (Amigo) - Gravadora: SM Entertainment - Formato: CD, Download digital                                                                                       | 1                             | 47                            | —                             | —                             | —                             | - KOR: 185,046+ - JPN: 8,001+                |                |
| Lucifer                                                                                  | - Lançamento: 19 de julho de 2010 - Relançamento: 4 de outubro de 2010 (Hello) - Gravadora: SM Entertainment - Formato: CD, download digital                                                                                         | 1                             | 14                            | —                             | —                             | —                             | - KOR: 241,432+ - JPN: 19,283+ - TW: 30,000+ |                |
| The Misconceptions of Us                                                                 | - Chapter 1. Dream Girl – The Misconceptions of You - Lançamento: 19 de fevereiro de 2013 - Relançamento: 8 de agosto de 2013 (The Misconceptions of Us) - Gravadora: SM Entertainment, KMP Holdings - Formato: CD, download digital | 1                             | 10                            | 2                             | 5                             | 2                             | - KOR: 363,893+[D] - JPN: 54,824+            |                |
| The Misconceptions of Us                                                                 | - Chapter 2. Why So Serious? – The Misconceptions of Me - Lançamento: 26 de abril de 2013 - Relançamento: 8 de agosto de 2013 (The Misconceptions of Us) - Gravadora: SM Entertainment, KMP Holdings - Formato: CD, download digital | 1                             | 8                             | 6                             | 5                             | 1                             | - KOR: 363,893+[D] - JPN: 54,824+            |                |
| Odd                                                                                      | - Lançamento: 18 de maio de 2015 - Relançamento: 3 de agosto de 2015 (Married To The Music) - Gravadora: SM Entertainment, KT Music - Formato: CD, download digital                                                                  | 1                             | 6                             | —                             | 1                             | 2                             | - KOR: 179,823+ - JPN: 31,940+ - EUA: 2,000+ |                |
| 1 Of 1                                                                                   | - Lançamento: 5 de outubro de 2016 - Relançamento: 14 de novembro de 2016 (1 and 1) - Gravadora: SM Entertainment, KT Music - Formato: CD, Download digital, Cassete                                                                 | 1                             |                               | —                             |                               |                               | - KOR: 132,572+ - JPN: ??? - EUA: ???        |                |
| The Story of Light                                                                       | - The Story of Light EP.1 - Lançado: 28 de maio de 2018 - Gravadora: SM Entertainment - Formatos: CD, Download Digital | 1                             | 7                             | —                             | 2                             | 4                             | - KOR: 116,152 - JPN: 13,147 - US: 2,000     |                |
| The Story of Light                                                                       | - The Story of Light EP.2 - Lançado: 11 de junho de 2018 - Gravadora: SM Entertainment - Formatos: CD, Download Digital | 1                             | 8                             | —                             | 5                             | 4                             | - KOR: 99,920 - JPN: 12,218 - US: 1,000      |                |
| The Story of Light                                                                       | - The Story of Light EP.3 - Lançado: 25 de junho de 2018 - Gravadora: SM Entertainment - Formatos: CD, Download Digital | 2                             | 18                            | —                             | 11                            | 4                             | - KOR: 98,757 - JPN: 11,604                  |                |
| Don't Call Me                                                                            | - Don't Call Me - Lançado: 22 fevereiro de 2021 - Gravadora: SM Entertainment - Formatos: CD, Download Digital | 1                             | 7                             | —                             | 14                            | 7                             | - KOR: 313,309 - JPN: 44,711                 | KMCA: Platinum |
| Japoneses                                                                                | |                               |                               |                               |                               |                               |                                              |                |
| The First                                                                                | - Lançamento: 7 de dezembro de 2011 - Gravadora: EMI Music Japan - Formato: CD, download digital | 3                             | 4                             | —                             | —                             | —                             | - JPN: 122,585+ - KOR: 8,254+                | RIAJ: Ouro     |
| Boys Meet U                                                                              | - Lançamento: 26 de junho de 2013 - Gravadora: EMI Records Japan, Universal Music Japan - Formato: CD, download digital | —                             | 2                             | 10                            | —                             | —                             | - JPN: 69,010+                               | RIAJ: Ouro     |
| I'm Your Boy                                                                             | - Lançamento: 24 de setembro de 2014 - Gravadora: EMI Records Japan, Universal Music Japan - Formato: CD, download digital | —                             | 1                             | —                             | —                             | —                             | - JPN: 45,812+                               |                |
| DxDxD                                                                                    | - Lançamento: 1 de Janeiro de 2016 - Gravadora: EMI Records Japan, Universal Music Japan - Formato: CD, download digital | —                             | 1                             | 2                             | —                             | —                             | - JPN: 61,263                                |                |
| Five                                                                                     | - Lançamento: 27 de Janeiro de 2017 - Gravadora: EMI Records Japan, Universal Music Japan - Formato: CD, download digital | —                             | 3                             | 1                             | —                             | —                             | - JPN: 78,634 (Fis.) - JPN: 5,647 (Dig.)     |                |
| "—" indica lançamentos que não figuraram nas paradas ou não foram lançados nessa região. | |                               |                               |                               |                               |                               |                                              |                |

### Extended plays
| Título                                                                                   | Detalhes do álbum                                                                                               | Melhores posições nas paradas | Melhores posições nas paradas | Melhores posições nas paradas | Melhores posições nas paradas | Melhores posições nas paradas | Vendas                         |
| Título                                                                                   | Detalhes do álbum                                                                                               | KOR                           | JPN                           | TW                            | US Heat                       | US World                      | Vendas                         |
| Coreanas                                                                                 | Coreanas | Coreanas                      | Coreanas                      | Coreanas                      | Coreanas                      | Coreanas                      | Coreanas                       |
| ---------------------------------------------------------------------------------------- | --- | ----------------------------- | ----------------------------- | ----------------------------- | ----------------------------- | ----------------------------- | ------------------------------ |
| Replay                                                                                   | - Lançamento: 22 de maio de 2008 - Gravadora: SM Entertainment - Formato: CD, download digital                  | 8                             | —                             | —                             | —                             | —                             | - KOR: 51,604+                 |
| Romeo                                                                                    | - Lançamento: 25 de maio de 2009 - Gravadora: SM Entertainment - Formato: CD, download digital                  | 1                             | 39                            | —                             | —                             | —                             | - KOR: 119,363+ - JPN: 3,485+  |
| 2009, Year of Us                                                                         | - Lançamento: 22 de outubro de 2009 - Formato: CD, download digital - Gravadora: SM Entertainment               | 1                             | 40                            | —                             | —                             | —                             | - KOR: 114,474+ - JPN: 3,378+  |
| Sherlock                                                                                 | - Lançamento: 21 de março de 2012 - Formato: CD, download digital - Gravadora: SM Entertainment                 | 1                             | 13                            | 3                             | 10                            | 5                             | - KOR: 198,919+ - JPN: 23,680+ |
| Everybody                                                                                | - Lançamento: 14 de outubro de 2013 - Formato: CD, download digital - Gravadora: SM Entertainment, EMI Music    | 1                             | 7                             | 7                             | 20                            | 2                             | - KOR: 137,540+ - JPN: 22,365+ |
| Japonesas                                                                                | |                               |                               |                               |                               |                               |                                |
| Superstar                                                                                | - Lançamento: 28 de junho de 2021 - Gravadora: EMI Japan, Universal Music Japan - Formato: CD, download digital | —                             | 1                             | —                             | —                             | —                             | - JPN: 78,265                  |
| "—" indica lançamentos que não figuraram nas paradas ou não foram lançados nessa região. | |                               |                               |                               |                               |                               |                                |

### Álbuns ao vivo
| Título                                                                                   | Detalhes do álbum                                                                                        | Melhores posições nas paradas | Melhores posições nas paradas | Vendas                       |
| Título                                                                                   | Detalhes do álbum                                                                                        | KOR                           | JPN                           | Vendas                       |
| ---------------------------------------------------------------------------------------- | --- | ----------------------------- | ----------------------------- | ---------------------------- |
| The 1st Concert Album "Shinee World"                                                     | - Lançamento: 1 de fevereiro de 2012 - Gravadora: SM Entertainment - Formato: CD, download digital       | 3                             | 40                            | - KOR: 33,202+ - JPN: 2,113+ |
| The 2nd Concert Album "Shinee World II in Seoul"                                         | - Lançamento: 2 de abril de 2014 - Gravadora: SM Entertainment, KT Music - Formato: CD, download digital | 5                             | 100                           | - KOR: 10,282+ - JPN: 960+   |
| "—" indica lançamentos que não figuraram nas paradas ou não foram lançados nessa região. | |                               |                               |                              |

### Álbuns de compilação
| Título                                                                                   | Detalhes do álbum                                                                                         | Melhores posições nas paradas | Melhores posições nas paradas | Vendas         |
| Título                                                                                   | Detalhes do álbum                                                                                         | KOR                           | JPN                           | Vendas         |
| ---------------------------------------------------------------------------------------- | --- | ----------------------------- | ----------------------------- | -------------- |
| The Misconceptions of Us                                                                 | - Lançamento: 8 de agosto de 2013 - Gravadora: SM Entertainment, KT Music - Formato: CD, download digital | 4                             | 17                            | - KOR: 47,098+ |
| "—" indica lançamentos que não figuraram nas paradas ou não foram lançados nessa região. | |                               |                               |                |

## Singles

### Como artista principal
| "Noona Neomu Yeppeo (Replay)"                                                            | 2008 | 3   | — | — | —  | US: 22,000             | Replay                                                |
| "Sanso Gateun Neo (Love Like Oxygen)"                                                    | 2008 | 1   | — | — | —  |                        | The Shinee World                                      |
| "A.Mi.Go (Amigo)"                                                                        | 2008 | 5   | — | — | —  |                        | The Shinee World                                      |
| "Juliette"                                                                               | 2009 | 1   | — | — | —  |                        | Romeo                                                 |
| "Ring Ding Dong"                                                                         | 2009 | 1   | — | — | —  | US: 38,000             | 2009, Year of Us                                      |
| "Jo Jo"                                                                                  | 2009 | 16  | — | — | —  |                        | 2009, Year of Us                                      |
| "Lucifer"                                                                                | 2010 | 2   | — | — | —  | - KOR (DL): 1,431,431+ | Lucifer                                               |
| "Hello"                                                                                  | 2010 | 7   | — | — | —  | - KOR (DL): 1,005,756+ | Lucifer                                               |
| "Sherlock (Clue + Note)"                                                                 | 2012 | 1   | — | — | 3  | - KOR (DL): 1,720,124+ | Sherlock                                              |
| "Dream Girl"                                                                             | 2013 | 1   | — | — | 3  | - KOR (DL): 942,747+*  | Chapter 1. Dream Girl – The Misconceptions of You     |
| "Why So Serious?"                                                                        | 2013 | 15  | — | — | 16 | - KOR (DL): 447,753+*  | Chapter 2. Why So Serious? – The Misconceptions of Me |
| "Everybody"                                                                              | 2013 | 1   | — | — | 15 | - KOR (DL): 433,730+   | Everybody                                             |
| "View"                                                                                   | 2015 | 1   | — | — | 2  | KOR (DL): 1,000,.000+  | Odd                                                   |
| ″Married To The Music"                                                                   | 2015 |     |   |   |    | KOR: 193,583           | Married To The Music                                  |
| "1 Of 1"                                                                                 | 2016 | 1   | — | — | —  | KOR: 235,410           | 1 of 1                                                |
| "Tell Me What to Do"                                                                     | 2016 | 4   | — | — | —  | KOR: 130,428           | 1 and 1                                               |
| "Good Evening" (데리러가)                                                                | 2018 | 10  | — | — | —  |                        | The Story of Light EP.1                               |
| "I Want You"                                                                             | 2018 | 20  | — | — | —  |                        | The Story of Light EP.2                               |
| "Our Page" (네가 남겨둔 말)                                                              | 2018 | 37  | — | — | —  |                        | The Story of Light EP.3                               |
| "Countless" (셀 수 없는)                                                                 | 2018 | 74  | — | — | —  |                        | The Story of Light Epilogue                           |
| "Don't Call Me"                                                                          | 2021 | 3   | — | — | —  |                        | Don't Call Me                                         |
| "Atlantis"                                                                               | 2021 | 11  | — | — | —  |                        | Atlantis                                              |
| Japoneses                                                                                |      |     |   |   |    |                        |                                                       |
| "Replay (Kimi wa Boku no Everything)"                                                    | 2011 | —   | 2 | 2 | —  | - JPN: 114,314+ Ouro   | The First                                             |
| "Juliette (Japanese Ver.)"                                                               | 2011 | —   | 3 | 3 | —  | - JPN: 73,736+         | The First                                             |
| "Lucifer (Japanese Ver.)"                                                                | 2011 | —   | 2 | 4 | —  | - JPN: 62,689+         | The First                                             |
| "Sherlock"                                                                               | 2012 | —   | 2 | 4 | —  | - JPN: 69,316+         | Boys Meet U                                           |
| "Dazzling Girl"                                                                          | 2012 | —   | 2 | 2 | —  | - JPN: 110,915+ Ouro   | Boys Meet U                                           |
| "1000nen, Zutto Soba ni Ite..."                                                          | 2012 | —   | 3 | 3 | —  | - JPN: 47,637+         | Boys Meet U                                           |
| "Fire"                                                                                   | 2013 | —   | 5 | 7 | —  | - JPN: 54,928+         | Boys Meet U                                           |
| "Boys Meet U"                                                                            | 2013 | —   | 2 | 2 | —  | - JPN: 124,729+ Ouro   | I'm Your Boy                                          |
| "3 2 1"                                                                                  | 2013 | 161 | 3 | 2 | —  | - JPN: 82,236+         | I'm Your Boy                                          |
| "Lucky Star"                                                                             | 2014 | —   | 3 | 2 | —  | - JPN: 40,169+         | I'm Your Boy                                          |
| "Your Number"                                                                            | 2015 | —   | 2 | — | —  | - JPN: 134,391         | DxDxD                                                 |
| "Sing Your Song"                                                                         | 2015 | —   | 5 | — | —  | - JPN: 60,189          | DxDxD                                                 |
| "Kimi no Seide" (君のせいで)                                                             | 2016 | —   | 2 | — | —  | - JPN: 69,886          | Five                                                  |
| "Winter Wonderland"                                                                      | 2016 | —   | 2 | — | —  | - JPN: 96,412          | Five                                                  |
| "From Now On"                                                                            | 2018 | —   | — | — | —  |                        | Shinee The Best From Now On                           |
| "Sunny Side"                                                                             | 2018 | —   | 4 | — | —  | - JPN: 82,092          | —                                                     |
| "Superstar"                                                                              | 2021 | —   | — | — | —  |                        | Superstar                                             |
| "—" indica lançamentos que não figuraram nas paradas ou não foram lançados nessa região. |      |     |   |   |    |                        |                                                       |

### Como artista convidado
| Título                                                                                   | Ano  | Melhores posições nas paradas | Melhores posições nas paradas | Artista(s)                                       | Álbum                                 |
| Título                                                                                   | Ano  | KOR                           | US K-Pop                      | Artista(s)                                       | Álbum                                 |
| ---------------------------------------------------------------------------------------- | ---- | ----------------------------- | ----------------------------- | ------------------------------------------------ | ------------------------------------- |
| "Wrongly Given Love (交错的爱)"                                                          | 2008 | —                             | —                             | Zhang Liyin feat. Jonghyun                       | I Will                                |
| "Vanilla Love (바닐라 LOVE)"                                                             | 2008 | —                             | —                             | Lee Hyun Ji feat. Onew                           | Kiss Me                               |
| "One Year Later"                                                                         | 2009 | —                             | —                             | Jessica Jung e Onew                              | Tell Me Your Wish (Genie)             |
| "Seaside (휴게소)"                                                                       | 2009 | —                             | —                             | TVXQ, Super Junior e Shinee                      | 2009 Summer SMTown – We Are Shining   |
| "Scar"                                                                                   | 2009 | —                             | —                             | Shinee                                           | 2009 Summer SMTown – We Are Shining   |
| "Healing (치유)"                                                                         | 2010 | —                             | —                             | TRAX feat. Key                                   | Trax Mini Album Volume 1              |
| "Boys & Girls (화성인 바이러스)"                                                         | 2010 | 25                            | —                             | Girls' Generation feat. Key                      | Oh!                                   |
| "Miss You (너무 그리워)"                                                                 | 2010 | 16                            | —                             | Jonghyun, Jay, Kyuhyun e Jino                    | SM the Ballad Vol. 1 – Miss You       |
| "Hot Times (시험하지 말기)"                                                              | 2010 | 93                            | —                             | Jonghyun, Jay, Kyuhyun e Jino                    | SM the Ballad Vol. 1 – Miss You       |
| "Don't Lie"                                                                              | 2010 | 135                           | —                             | Jonghyun e Jino feat. Henry Lau                  | SM the Ballad Vol. 1 – Miss You       |
| "Let's Go" (Versão em coreano)                                                           | 2010 | 116                           | —                             | Jonghyun com G-20                                | Let's Go                              |
| "Let's Go" (Versão em inglês)                                                            | 2010 | —                             | —                             | Jonghyun com G-20                                | Let's Go                              |
| "Lollipop"                                                                               | 2011 | 33                            | —                             | f(x) feat. Shinee                                | Pinocchio                             |
| "Last Christmas"                                                                         | 2011 | 133                           | —                             | Shinee                                           | 2011 Winter SMTown – The Warmest Gift |
| "Two Moons (두개의 달이 뜨는 밤)"                                                        | 2012 | —                             | —                             | EXO feat. Key                                    | Mama (Versão em coreano)              |
| "Two Moons (雙月之夜)"                                                                   | 2012 | —                             | —                             | EXO feat. Key                                    | Mama (Versão em mandarim)             |
| "One Dream"                                                                              | 2012 | 23                            | 51                            | BoA feat. Key e Henry Lau                        | Only One                              |
| "Maxstep"                                                                                | 2012 | —                             | —                             | Eunhyuk, Henry lau, Hyoyeon, Taemin, Luhan e Kai | PYL Younique Volume 1                 |
| "Spectrum"                                                                               | 2012 | 43                            | —                             | Taemin, Donghae e Yunho                          | Spectrum                              |
| "Hello" (Glen Check Remix)                                                               | 2013 | —                             | —                             | Shinee                                           | 10 CC X SM Seoul Melody               |
| "Trap" (Versão em coreano)                                                               | 2013 | 28                            | 18                            | Henry Lau feat. Taemin e Kyuhyun                 | Trap                                  |
| "Trap" (Versão em mandarim)                                                              | 2013 | —                             | —                             | Henry Lau feat. Taemin e Kyuhyun                 | Trap                                  |
| "Gloomy Clock"                                                                           | 2013 | 6                             | —                             | IU feat. Jonghyun                                | Modern Times                          |
| "Breath"                                                                                 | 2014 | 3                             | —                             | Jonghyun e Taeyeon                               | SM the Ballad Vol. 2 – Breath         |
| "A Day Without You"                                                                      | 2014 | 8                             | —                             | Jonghyun e Chen                                  | SM the Ballad Vol. 2 – Breath         |
| "Intro"                                                                                  | 2014 | 82                            | —                             | Key e Woohyun                                    | 1st Mini Album                        |
| "Delicious"                                                                              | 2014 | 9                             | 27                            | Key e Woohyun                                    | 1st Mini Album                        |
| "Maze"                                                                                   | 2014 | 50                            | —                             | Key e Woohyun                                    | 1st Mini Album                        |
| "You're My Lady"                                                                         | 2014 | 34                            | —                             | Key e Woohyun                                    | 1st Mini Album                        |
| "Tell Me Why"                                                                            | 2014 | 23                            | —                             | Key e Woohyun                                    | 1st Mini Album                        |
| "Start"                                                                                  | 2014 | 51                            | —                             | Key e Woohyun                                    | 1st Mini Album                        |
| "—" indica lançamentos que não figuraram nas paradas ou não foram lançados nessa região. |      |                               |                               |                                                  |                                       |

## Trilhas sonoras
| Título                                                                                   | Ano  | Melhores posições nas paradas | Melhores posições nas paradas | Melhores posições nas paradas | Melhores posições nas paradas | Artista(s)                         | Álbum                                      |
| Título                                                                                   | Ano  | KOR                           | JPN                           | US J-Pop                      | US K-Pop                      | Artista(s)                         | Álbum                                      |
| ---------------------------------------------------------------------------------------- | ---- | ----------------------------- | ----------------------------- | ----------------------------- | ----------------------------- | ---------------------------------- | ------------------------------------------ |
| "Stand By Me"                                                                            | 2009 | —                             | —                             | —                             | —                             | Shinee                             | Boys Over Flowers OST Part 1               |
| "Bodyguard"                                                                              | 2009 | 45                            | —                             | —                             | —                             | Shinee                             | Single digital para Boys Over Flowers      |
| "Countdown"                                                                              | 2009 | —                             | —                             | —                             | —                             | Shinee                             | Dream: Original Soundtrack                 |
| "Fly High"                                                                               | 2010 | 38                            | —                             | —                             | —                             | Shinee                             | Prosecutor Princess OST Part 1             |
| "하루 (Haru)"                                                                            | 2010 | 54                            | —                             | —                             | —                             | Shinee                             | Haru Original Soundtrack                   |
| "하루 (Haru)" (Versão rock)                                                              | 2010 | —                             | —                             | —                             | —                             | Shinee                             | Haru Original Soundtrack                   |
| "하루 (Haru)" (Versão X-Mas)                                                             | 2010 | 72                            | —                             | —                             | —                             | Shinee feat. Oh Joon Sung          | Haru Original Soundtrack Christmas Version |
| "So Goodbye"                                                                             | 2011 | 28                            | —                             | —                             | —                             | Jonghyun                           | City Hunter OST Part 2                     |
| "Bravo"                                                                                  | 2011 | —                             | —                             | —                             | —                             | Key com Leeteuk                    | History of Salary Man OST Part 2           |
| One Dream"                                                                               | 2012 | 23                            | —                             | —                             | 51                            | BoA feat. Key e Henry Lau          | K-pop Star                                 |
| "Dear My Family"                                                                         | 2012 | —                             | —                             | —                             | —                             | Jonghyun com vários artistas da SM | I AM. Soundtrack                           |
| "In Your Eyes"                                                                           | 2012 | 60                            | —                             | —                             | —                             | Onew                               | To the Beautiful You OST                   |
| "너란 말야 (U)"                                                                          | 2012 | 107                           | —                             | —                             | —                             | Taemin                             | To the Beautiful You OST                   |
| "1 Out of 100"                                                                           | 2013 | 148                           | —                             | —                             | —                             | Jonghyun                           | The King's Dream OST Part 3                |
| "Green Rain"                                                                             | 2013 | 44                            | —                             | —                             | —                             | Shinee                             | The Queen's Classroom OST Part 2           |
| "3 2 1"                                                                                  | 2013 | 161                           | 3                             | 2                             | —                             | Shinee                             | Tokyo Toybox OST                           |
| "Footsteps"                                                                              | 2013 | 37                            | —                             | —                             | —                             | Taemin                             | Prime Minister and I OST Part 1            |
| "Moonlight"                                                                              | 2013 | 54                            | —                             | —                             | —                             | Onew                               | Miss Korea OST Part 1                      |
| "—" indica lançamentos que não figuraram nas paradas ou não foram lançados nessa região. |      |                               |                               |                               |                               |                                    |                                            |

## Outras canções cartografadas
| "Obsession"                                                                              | 2010 | 39  | —  | —  | Lucifer / Hello                                       |
| "Love Still Goes On"                                                                     | 2010 | 56  | —  | —  | Lucifer / Hello                                       |
| "Up & Down"                                                                              | 2010 | 58  | —  | —  | Lucifer / Hello                                       |
| "Electric Heart'"                                                                        | 2010 | 62  | —  | —  | Lucifer / Hello                                       |
| "Your Name"                                                                              | 2010 | 63  | —  | —  | Lucifer / Hello                                       |
| "Quasimodo"                                                                              | 2010 | 64  | —  | —  | Lucifer / Hello                                       |
| "A-Yo"                                                                                   | 2010 | 65  | —  | —  | Lucifer / Hello                                       |
| "Life"                                                                                   | 2010 | 69  | —  | —  | Lucifer / Hello                                       |
| "Ready or Not"                                                                           | 2010 | 71  | —  | —  | Lucifer / Hello                                       |
| "Shout Out"                                                                              | 2010 | 75  | —  | —  | Lucifer / Hello                                       |
| "Wowowow"                                                                                | 2010 | 78  | —  | —  | Lucifer / Hello                                       |
| "Love Pain"                                                                              | 2010 | 81  | —  | —  | Lucifer / Hello                                       |
| "One"                                                                                    | 2010 | 86  | —  | —  | Lucifer / Hello                                       |
| "Get It"                                                                                 | 2010 | 110 | —  | —  | Lucifer / Hello                                       |
| "To Your Heart                                                                           | 2011 | —   | 67 | —  | The First                                             |
| "Last Christmas" (cover de Wham!)                                                        | 2011 | 133 | —  | —  | Winter SMTown – The Warmest Gift                      |
| "Note"                                                                                   | 2012 | 18  | —  | 49 | Sherlock                                              |
| "Alarm Clock"                                                                            | 2012 | 23  | —  | 51 | Sherlock                                              |
| "Clue"                                                                                   | 2012 | 24  | —  | 53 | Sherlock                                              |
| "Honesty"                                                                                | 2012 | 26  | —  | 55 | Sherlock                                              |
| "Stranger"                                                                               | 2012 | 27  | —  | 63 | Sherlock                                              |
| "The Reason"                                                                             | 2012 | 31  | —  | 66 | Sherlock                                              |
| "Aside"                                                                                  | 2013 | 23  | —  | 32 | Chapter 1. Dream Girl – The Misconceptions of You     |
| "Punch Drunk Love"                                                                       | 2013 | 30  | —  | 83 | Chapter 1. Dream Girl – The Misconceptions of You     |
| "Girls, Girls, Girls"                                                                    | 2013 | 31  | —  | 68 | Chapter 1. Dream Girl – The Misconceptions of You     |
| "Beautiful"                                                                              | 2013 | 32  | —  | 54 | Chapter 1. Dream Girl – The Misconceptions of You     |
| "Hitchhiking"                                                                            | 2013 | 36  | —  | 91 | Chapter 1. Dream Girl – The Misconceptions of You     |
| "Spoiler"                                                                                | 2013 | 37  | —  | 97 | Chapter 1. Dream Girl – The Misconceptions of You     |
| "Dynamite"                                                                               | 2013 | 45  | —  | —  | Chapter 1. Dream Girl – The Misconceptions of You     |
| "Runaway"                                                                                | 2013 | 48  | —  | —  | Chapter 1. Dream Girl – The Misconceptions of You     |
| "Can't Leave"                                                                            | 2013 | 100 | —  | —  | Chapter 2. Why So Serious? – The Misconceptions of Me |
| "Shine (Medusa I)"                                                                       | 2013 | 100 | —  | —  | Chapter 2. Why So Serious? – The Misconceptions of Me |
| "Nightmare"                                                                              | 2013 | 113 | —  | —  | Chapter 2. Why So Serious? – The Misconceptions of Me |
| "Orgel"                                                                                  | 2013 | 115 | —  | —  | Chapter 2. Why So Serious? – The Misconceptions of Me |
| "Like a Fire"                                                                            | 2013 | 116 | —  | —  | Chapter 2. Why So Serious? – The Misconceptions of Me |
| "Evil"                                                                                   | 2013 | 121 | —  | —  | Chapter 2. Why So Serious? – The Misconceptions of Me |
| "Excuse Me Miss"                                                                         | 2013 | 123 | —  | —  | Chapter 2. Why So Serious? – The Misconceptions of Me |
| "Dangerous (Medusa II)"                                                                  | 2013 | 127 | —  | —  | Chapter 2. Why So Serious? – The Misconceptions of Me |
| "Breaking News"                                                                          | 2013 | 171 | 52 | —  | Boys Meet U                                           |
| "Selene 6.23"                                                                            | 2013 | 9   | —  | 13 | The Misconceptions of Us                              |
| "Better Off"                                                                             | 2013 | 44  | —  | 55 | The Misconceptions of Us                              |
| "Symptoms"                                                                               | 2013 | 12  | —  | 68 | Everybody                                             |
| "Close the Door"                                                                         | 2013 | 31  | —  | —  | Everybody                                             |
| "One Minute Back"                                                                        | 2013 | 32  | —  | —  | Everybody                                             |
| "Colorful"                                                                               | 2013 | 36  | —  | —  | Everybody                                             |
| "Queen of New York"                                                                      | 2013 | 37  | —  | —  | Everybody                                             |
| "Destination"                                                                            | 2013 | 42  | —  | —  | Everybody                                             |
| "—" indica lançamentos que não figuraram nas paradas ou não foram lançados nessa região. |      |     |    |    |                                                       |

## Videografia

### Álbuns de vídeo
| Título                                                                                   | Detalhes do álbum | Melhores posições nas paradas | Melhores posições nas paradas | Vendas                                    |
| Título                                                                                   | Detalhes do álbum | KOR                           | JPN                           | Vendas                                    |
| ---------------------------------------------------------------------------------------- | --- | ----------------------------- | ----------------------------- | ----------------------------------------- |
| The 1st Concert In Japan "Shinee World"                                                  | - Lançamento: 11 de janeiro de 2012 - Idioma(s): Japonês - Gravadoras: SM Entertainment, EMI Music Japan - Formatos: DVD | —                             | 2                             | - JPN: 39,393+                            |
| Shinee - The 1st Concert "Shinee World"                                                  | - Lançamento: 8 de agosto de 2012 - Idioma(s): Coreano - Gravadoras: SM Entertainment - Formatos: DVD                    | —                             | —                             |                                           |
| The First Japan Arena Tour "Shinee World 2012"                                           | - Lançamento: 12 de dezembro de 2012 - Idioma(s): Japonês - Gravadoras: EMI Music Japan - Formatos: DVD, Blu-ray         | —                             | 2                             | - JPN: 43,208+ (Regular Edition + Bluray) |
| Japan Arena Tour "SHINee World 2013"                                                     | - Lançamento: 2 de abril de 2014 - Idioma(s): Japonês - Gravadoras: EMI Records Japan - Formatos: DVD, Blu-ray           | —                             | 1                             | - JPN: —                                  |
| "—" indica lançamentos que não figuraram nas paradas ou não foram lançados nessa região. | |                               |                               |                                           |

### Vídeos musicais
| Ano  | Canção                                | Notas                                  |
| ---- | ------------------------------------- | -------------------------------------- |
| 2008 | "Replay - Noona Is So Pretty"         | Aparição especial de Victoria Song.    |
| 2008 | "Sanso Gateun Neo (Love Like Oxygen)" |                                        |
| 2008 | "A.Mi.Go (Amigo)"                     | Aparição especial de Kim Ye-jin.       |
| 2009 | "Juliette"                            | Aparição especial de Krystal Jung.     |
| 2009 | "Ring Ding Dong"                      |                                        |
| 2010 | "Lucifer"                             |                                        |
| 2010 | "Hello"                               |                                        |
| 2011 | "Replay - You Are My Everything"      | Aparição especial de Yoona.            |
| 2011 | "Juliette (Japenese Ver.)"            | Aparição especial de Go Ara.           |
| 2011 | "Lucifer (Japanese Ver.)"             |                                        |
| 2012 | "Sherlock (Clue + Note)"              | Aparição especial de Jessica Jung.     |
| 2012 | "Sherlock"                            | Aparição especial de Jessica Jung.     |
| 2012 | "Dazzling Girl"                       | Aparição especial de Fujimoto Natsuki. |
| 2012 | "1000nen, Zutto Soba ni Ite..."       |                                        |
| 2013 | "Dream Girl"                          |                                        |
| 2013 | "Fire"                                |                                        |
| 2013 | "Why So Serious?"                     | Sem a presença de Jonghyun.            |
| 2013 | "Breaking News"                       |                                        |
| 2013 | "Boys Meet U"                         | Aparição especial de Aya Ōmasa.        |
| 2013 | "Everybody"                           |                                        |
| 2013 | "Everybody (Japanese Ver.)"           |                                        |
| 2013 | "3 2 1"                               |                                        |
| 2013 | "Colorful"                            |                                        |
| 2014 | "Lucky Star"                          |                                        |
| 2016 | "1 Of 1"                              |                                        |

### Vídeos líricos
| Ano  | Canção     | Notas                                       |
| ---- | ---------- | ------------------------------------------- |
| 2013 | "Symptoms" | Primeiro vídeo lírico lançado oficialmente. |

### Outros vídeos musicais
| Ano  | Canção       | Notas |
| ---- | ------------ | --- |
| 2009 | "Bodyguard"  | Vídeo promocional para Samsung Anycall e para a série Boys Over Flowers.                                           |
| 2009 | "Countdown"  | Vídeo promocional para a série Dream.                                                                              |
| 2010 | "Fly High"   | Vídeo promocional para a série Prosecutor Princess.                                                                |
| 2010 | "Haru"       | Vídeo promocional para a web-série Haru.                                                                           |
| 2010 | "Obsession"  | Vídeo promocional para o filme The Warrior's Way.                                                                  |
| 2011 | "So Goodbye" | Vídeo promocional para a série City Hunter.                                                                        |
| 2013 | "Green Rain" | Vídeo promocional para a série The Queen's Classroom. Shinee faz uma aparição dançando a coreografia com o elenco. |